# Kinetoskias elegans
Kinetoskias elegans is een mosdiertjessoort uit de familie van de Bugulidae. De wetenschappelijke naam van de soort is voor het eerst geldig gepubliceerd in 1963 door Menzies.